# Natriumzinkaat
Natriumzinkaat is het natriumzout van zink en heeft als brutoformule Na2Zn(OH)4. Het is een coördinatieverbinding. De stof komt voor kleurloze kristallen.

## Synthese
Natriumzinkaat kan worden bereid door een oplossing van zink, zinkoxide of zinkhydroxide te laten reageren met natriumhydroxide:
{\displaystyle {\ce {Zn + 2NaOH + 2H2O -> Na2Zn(OH)4 + H2}}}
{\displaystyle {\ce {ZnO + 2NaOH + H2O -> Na2Zn(OH)4}}}